# Риффан
Риффан (англ. Riffan) — денежная единица Рифской республики.

## История
Были отпечатаны купюры в 1 и 5 риффанов, фактически не выпущенные в обращение. Нет точных данных, где и когда были изготовлены эти купюры. На самих банкнотах указана дата — 10.10.1923. Указанный на банкнотах Государственный банк Риффа не был создан.
На банкнотах указан курс: 1 риффан = 10 пенсам = 1 золотому французскому франку.